# 東播磨県民局

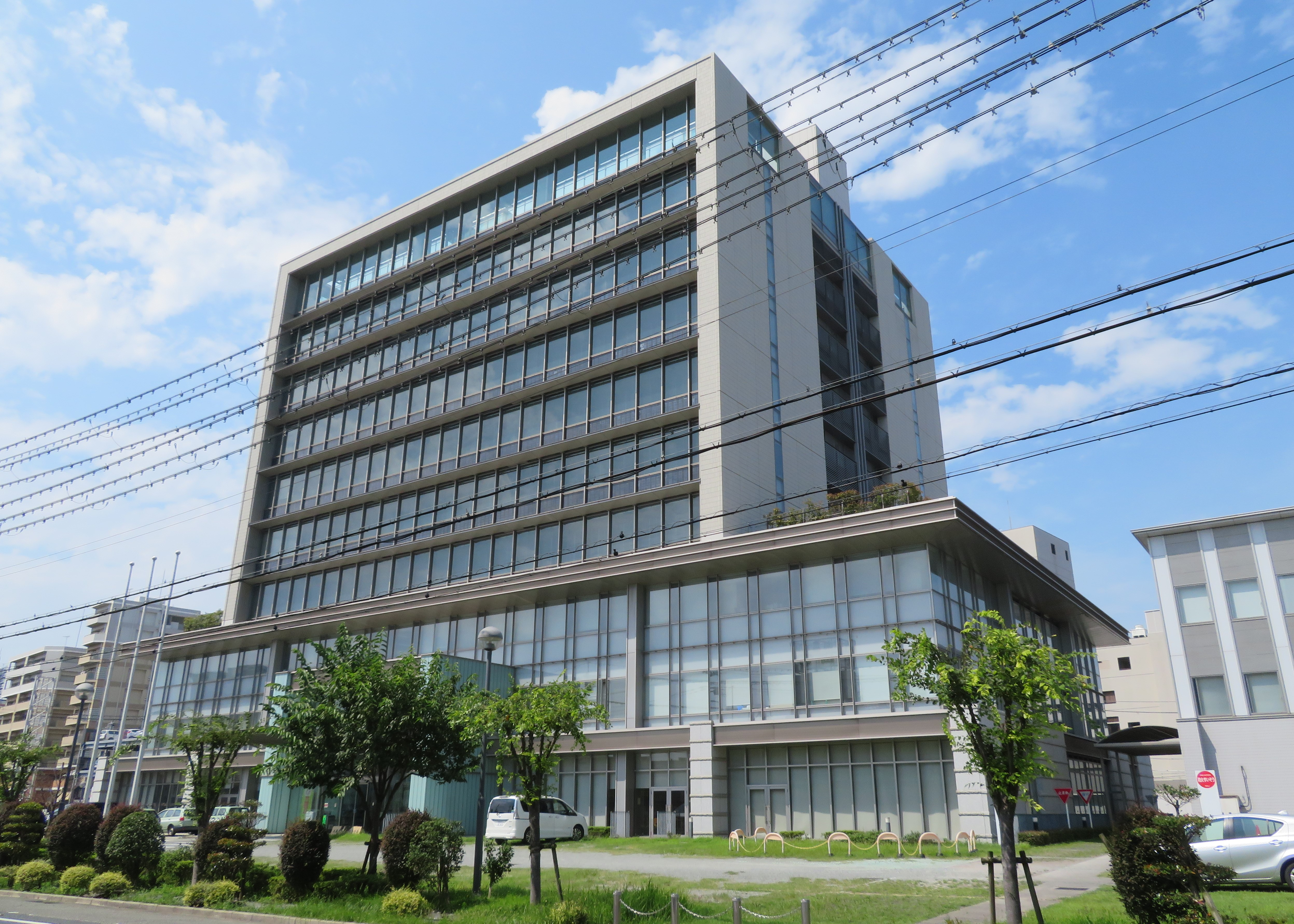
兵庫県加古川総合庁舎

東播磨県民局（ひがしはりまけんみんきょく）は、日本の地方自治法155条に基づいて設置されている兵庫県の支庁。所在地は加古川市の兵庫県加古川総合庁舎。

## 概要
前身組織として1942年（昭和17年）に設置された加古郡と印南郡を管轄する加古川町の加印（かいん）地方事務所、明石郡と美嚢郡を管轄する明石市の明美（めいび）地方事務所が認められる。
1971年（昭和46年）に地方自治法第155条第1項の規定に基づき、出先機関として東播磨県民局（第1次）が加古川市に設置される。2000年（平成12年）に県民局の数を6局から10局に増設する県民局設置条例の改正が行われ、2001年（平成13年）4月1日に東播磨県民局（第2次）が発足した。この際、かつて明美地方事務所が管轄していた旧美嚢郡域（神戸市北区淡河町を除く）は分割された北播磨県民局の管轄とされている。
東播磨と呼ばれる地域は、明石市を除く市・町（加古川市・高砂市・加古郡〈稲美町・播磨町〉）を指すことが多い。これらの地域は市外局番が「079の4」である。明石市および加古川市・播磨町のそれぞれ一部は神戸市と同じ「078」である。

## 管轄市町

兵庫県県民局および県民センターの管轄区域図。点線は旧・摂津国、丹波国、播磨国、但馬国、淡路国、備前国、美作国の国境（幕末期）。

- 加古川市
- 明石市
- 高砂市
- 加古郡
  - 稲美町
  - 播磨町

## 組織
健康福祉事務所は他の都道府県における保健所に相当する。

### 加古川総合庁舎
- 総務企画室
- 県民室
- 流域文化参事
- 加古川県税事務所
- 加古川健康福祉事務所
- 加古川農林水産振興事務所
  - 加古川農業改良普及センター
- 加古川土木事務所
  - 東播磨南北道路対策室
- 播磨東教育事務所

### その他の施設
- 明石健康福祉事務所(平成30年3月で廃止）
- 加古川土木事務所明石鉄道高架対策室

## 所在地・交通アクセス
加古川総合庁舎
兵庫県加古川市加古川町寺家町天神木97-1 郵便番号 675-8566
山陽本線・加古川線加古川駅より南東へ徒歩15分、加古川プラザホテル向かい。

## 不祥事・騒動
2018年3月に東播磨県民局が東播磨地域のPR動画を公開したところ、東播磨地域に属する明石市から猛抗議を受けて動画配信を停止する事態となった。
動画は神戸、姫路、東播磨の兵庫県南部3地域を女性アイドルグループに見立てたもので、神戸や姫路と比べて東播磨地域は知名度が低いことを自虐ネタとした内容。2018年4月20日に明石市の泉房穂市長が自虐表現を巡り、「市民から批判が出ている」と東播磨県民局の四海達也局長に直接抗議した。これを受け、動画は同日に配信を停止した。
なお制作費は約500万円で、公開から停止までの約1か月間で約7000回の再生数を記録した。